# Sylvia Browne
Sylvia Celeste Shoemaker, más conocida como Sylvia Browne (Kansas City, 19 de octubre de 1936 - San José, 20 de noviembre de 2013) fue una escritora estadounidense que trabajó como vidente y médium.
Trabajó como invitada semanal en el programa de televisión The Montel Williams Show y tuvo su propio programa de radio de una hora de duración en la Hay House Radio, presentando temas sobre lo paranormal y dando consejos a los oyentes como vidente.
Críticos como el escéptico canadiense James Randi (1928-2020) han argumentado que Browne utilizaba técnicas mentalistas para producir la ilusión de lectura de la mente y clarividencia.
En varios periódicos estadounidenses han aparecido informes acerca de sus profecías erróneas.
En televisión varias veces ha sido expuesta como fraude, siendo uno de los casos más conocidos el del niño perdido John Akers, del que Browne aseguró que había muerto y que su cuerpo se encontraba en unos matorrales. Días después el muchacho fue encontrado en el apartamento de un amigo.
Más reciente es el caso de Amanda Berry, una niña de Cleveland, Ohio, que desapareció el 21 de abril de 2003. En 2004, durante un episodio de The Montel Williams Show, Sylvia Browne le dijo a Louwana Miller (madre de Amanda Berry): "No está viva, cariño. Tu hija no es del tipo de las que no llama por teléfono". Louwana, que aceptó la muerte de su hija incluso cuando el FBI todavía consideraba que era posible que estuviera viva, murió en 2006. Amanda Berry fue encontrada viva el 6 de mayo de 2013.
En mayo de 2003, Sylvia Browne predijo su propia muerte a los 88 en presencia de Larry King, errando por 11 años (falleció a los 77).

## Predicciones
Entre las predicciones de Sylvia Browne, figuran:
- Bill Clinton había sido calumniado con respecto al escándalo de Mónica Lewinsky (afirmación que resultó falsa luego de que ambos confesaran en el juicio).

- George H. W. Bush (padre) derrotaría a Bill Clinton en las elecciones presidenciales de 1992 (Bush perdió).

- Bill Bradley ganaría las elecciones presidenciales del año 2000.

- Sadam Huseín estaba escondido en las montañas en Irak (pero fue encontrado en el 2003, escondido en un pozo en el patio de una casa de familia en una aldea cercana a Tikrit, su pueblo natal).

- Osama bin Laden había muerto (qmás tarde la CIA informó que seguía vivo).

- Michael Jackson saldría culpable en el juicio de 2005 por abuso sexual a un menor (fue declarado inocente).

- Para fines de 1999 se encontraría la cura del cáncer de mama.[16]

- En 1999 el papa Juan Pablo II (1920-2005) se enfermaría y podría morir.[16] Aunque el papa tenía 79 años de edad, ese año no enfermó, sino que hizo varios viajes al exterior y a Italia[17] y lanzó su disco Abbà Pater por Sony International.

- En 1999, el fiscal federal Ken Starr (1946-) sería investigado por sus gastos extravagantes.[16] No sucedió.

- Browne apareció en el programa de Larry King Live (en CNN) ocho días antes de los atentados del 11 de septiembre de 2001, pero no pudo predecirlo (aunque después del hecho dijo que había tenido sueños perturbadores acerca de un gran incendio).

- En el show de televisión The Montel Williams Show’s New Years Predictions, predijo que Brad Pitt y Jennifer Aniston tendrían un bebé ese año. Pero la pareja nunca tuvo un hijo, y se separaron en 2005.

- El 16 de mayo de 2003, le dijo a Larry King en una entrevista por televisión que ella moriría cuando tuviera 88 años de edad. Falleció a los 77.[18]

—Larry King: «Ok, ¿tú sabes cuándo vas a morir?»

—Sylvia Browne: «Sí, cuando tenga 88 años».

- En 2003 afirmó que Amanda Berry estaba muerta, sin embargo fue encontrada viva en 2013 después de un secuestro de diez años.[20]

- Predijo que Donald Trump no tendría éxito en la política. En 2016 fue elegido presidente de los Estados Unidos.

- En 2008, poco después de la epidemia de SARS, predijo la llegada de otra enfermedad pulmonar en 2020, que desaparecería tan abruptamente como llegó, volvería a los diez años y volvería a desaparecer. Muchos han relacionado esta predicción con la epidemia de covid-19 que empezó en 2019,[21][22][23] no en 2020, no es una enfermedad estrictamente pulmonar y no desapareció abruptamente.

## Problemas con la justicia

### Cárcel por fraude
En 1992, Browne y su exmarido Kenzil Dalzell Brown fueron encarcelados durante 21 días por varios cargos relacionados con fraudes de inversiones y robo calificado.
La Corte Suprema del condado de Santa Clara (California), descubrió que Browne y su esposo habían vendido valores en una empresa de minas de oro, con falsos argumentos.
Al menos en un caso, le dijeron a una pareja de estadounidenses que su inversión de 20 000 dólares estadounidenses se dedicaría para costos operativos inmediatos.
En cambio el dinero se transfirió a una cuenta de la fundación Nirvana Foundation for Psychic Research (fundación Nirvana para investigación psíquica).
Browne y su exmarido tuvieron que devolver el dinero. Dalzell Brown fue a la cárcel por cuatro meses (aunque le computaron los primeros 21 días que pasó encarcelado). Sylvia Browne recibió un año de libertad bajo fianza, y 200 h de trabajo comunitario.
En esa época, Sylvia estaba utilizando el apellido Brown de este, su tercer esposo. Pero al salir de la cárcel se divorció de Brown y se cambió el apellido agregándole una letra e al final.

### Cargo por afirmación falsa
En junio de 2008, la puesta al aire (en Reino Unido) de una de las falsas afirmaciones de Browne, causó que la OFCOM (Oficina de Comunicaciones, ente regulador británico) declarara que el canal de televisión ITV2 «rompió los estándares al mostrar una repetición del programa The Montel Williams Show, en el cual Browne le decía a una pareja desesperada que su hijo desaparecido ya estaba muerto (aunque él apareció vivo tiempo después)». La ley infringida fue la regla 2.1 del Código de difusión, que protege a la teleaudiencia de material ofensivo.

## Críticas y controversia
Sylvia Browne estuvo involucrada en numerosas controversias acerca de sus predicciones y afirmaciones.
El investigador escéptico James Randi, ha denunciado que sus predicciones no se pueden diferenciar de aquellas que logran los mentalistas que utilizan técnicas de lectura en frío (técnica de adivinación mediante el análisis rápido del lenguaje corporal, vestimenta, apariencia, género, orientación sexual, religión, origen étnico, escolaridad, manera de hablar, de la persona estafada) y lectura en caliente (técnica que requiere la ayuda de cómplices que —antes de la lectura— recaban información acerca de la persona estafada).
En una entrevista del 10 de febrero de 2007, Gary Dufresne —su primer esposo— dijo que no cree que Browne tenga ninguna habilidad sobrenatural, y que ella ha dicho que los crédulos merecen que se aprovechen de ellos.
Browne ha declarado varias veces que siempre trabaja con la policía y el FBI como detective psíquico, pero de acuerdo con el The Skeptic's Dictionary, en 21 de los 35 casos en los que participó, los detalles que dio eran demasiado vagos como para verificar su exactitud, y en los 14 restantes Browne no jugó ningún papel útil.

### Críticas de James Randi
James Randi, un mago retirado que se ha convertido en investigador de fenómenos paranormales, ha sido un frecuente crítico de Browne.

Cada año en Estados Unidos se gastan unos mil millones de dólares en psíquicos. Sylvia Browne cobra 700 dólares por una llamada de teléfono de 20 minutos. Ni siquiera necesita verte. Incluso tendrás que esperar un par de horas, debido a que ella está muy solicitada y tiene la agenda llena. [...] ¿Cómo es eso que cuando pagas por hablar con un pariente muerto, nunca te hablan desde el infierno? [...] Uno de cada tres adultos estadounidenses creen que la comunicación con los muertos es verdad.
James Randi (conferencia del 9 de marzo de 2007, en Menlo Park).

La Fundación Educativa James Randi tiene un premio de un millón de dólares para cualquier persona que pueda probar (en un ambiente controlado) que tiene el más mínimo poder sobrenatural.
El 3 de septiembre de 2001, Browne declaró en el programa Larry King Live que aceptaba el desafío por un millón de dólares para demostrar una habilidad paranormal.
Sin embargo, hasta el año 2008, Browne ha dicho que le ha sido imposible entrar en contacto con la fundación o responder a las demandas de Randi.
Entre las razones que ha esgrimido Browne para no ganar el premio Randi se encuentran:
- No pudo contactar a Randi.[34]

- Ni Randi ni la Fundación tienen un millón de dólares para pagarle en caso de que ganara.[35]

- Randi no quiere poner el dinero en fideicomiso (en manos de un tercero de confianza).[35]

- Ya no quiere ni necesita ese dinero.[36]

Browne ha declarado que si la fundación se niega a poner el millón en fideicomiso, eso implica que en realidad el dinero no existe.
Primero Randi mantuvo la decisión, señalando que el desafío dice claramente que el dinero no será puesto en fideicomiso.
Sin embargo, en noviembre de 2003, Randi decidió hacer una excepción con Browne, y declaró que el dinero se podría poner en fideicomiso, proponiendo como agentes del mismo ya sea a Larry King o a Montel Williams (patrocinadores de Browne). Aunque les envió cartas formales a ambos, notificándoles de su nominación como posibles agentes del fideicomiso, ninguno de los dos respondió. Browne nunca aceptó ni reconoció que Randi realizaría una excepción con respecto al tema del fideicomiso.
Después de hacer este anuncio, Randi declaró en su sitio web «Ahora he contestado a cada una de las objeciones que hizo Sylvia Browne, excepto una: que no le gusto».

## Deceso
Browne falleció el 20 de noviembre de 2013, a los 77, en el Hospital Good Samaritan de San José, California. Su inhumación fue en el Oak Hill Memorial Park.

### Sitios críticos
- SkepticReport.com (cronología de la contienda entre Browne y Randi; en inglés).
- Randi.org (James Randi desafía a Sylvia Browne; en inglés).
- Randi.org (vídeo de Sylvia Browne con Larry King).
- MyWeb.Tiscali.co.uk (lista de predicciones de Sylvia Browne, con columnas de «cierto» y «falso»; en inglés).
- Csicop.org (críticas al periodista Larry King, «King of the Paranormal», rey de lo paranormal; en inglés).
- FoxNews.com («TV Psychic Misses Mark on Miners», de Roger Friedman, 2006; en inglés).
- Salon.com (en inglés).

### Predicciones
- Sylvia Browne's 2008 and 2009 Predictions - from new SpiritNow.com website
- Wayback Machine - Past predictions appear here
- Browne's predictions for the year 2000 Still viewable directly from her site.

### Registros judiciales
- Browne's indictment (image)
- Browne's indictment (text)

### Transcripciones de medios
- Video: Browne's predictions analyzed 19 de enero de 2007 Live con Anderson Cooper en CNN (CNN Video).
- «Official transcript: Are Psychics Real?». Larry King Live. 3 de septiembre de 2001. (Browne and James Randi).
- «Official transcript: Are Psychics for Real?». Larry King Live. 6 de marzo de 2001. Archivado desde el original el 12 de enero de 2020. Consultado el 13 de octubre de 2008. (Browne and John Edward).
- «Official transcript: Psychic Powers Debunked in Shawn Hornbeck Case». Anderson Cooper. 19 de enero de 2007. (Browne's manager and Randi).
- «Official transcript: Psychic Psychic Reality Check». Anderson Cooper. 30 de enero de 2007. (Browne's manager and Randi).

- Datos: Q335100